# Europäische Umweltstiftung
Die Europäische Umweltstiftung (engl. European Environment Foundation) ist eine Stiftung mit Sitz in Basel (CH). Sie wurde im Januar 2011 vom Freiburger Wirtschaftsförderer Bernd Dallmann sowie dem Kippenheimer Unternehmer Rolf Hiller gegründet.

## Aktivitäten
Seit 2012 veranstaltet die Stiftung den nach eigener Aussage einzigen weltweiten Konvent Internationaler Umweltpreisträger in Freiburg im Breisgau (D) als „Plattform für einen interdisziplinären, langfristigen und persönlichen Austausch zwischen den Visionären der Umweltpolitik: zwischen den Preisträgern der renommiertesten internationalen Umweltpreise“ und um den „Dialog zwischen allen Disziplinen der Umweltpolitik anzuregen und nachhaltig zu fördern“:

### Internationaler Umweltkonvent Freiburg

#### 2012
Die erste dieser Zusammenkünfte fand vom 9. bis 12. März 2012 im Vorfeld des Rio+20-Gipfels in Rio de Janeiro (Brasilien) unter dem Motto On the Way to Rio +20 („Auf dem Weg nach Rio +20“) statt. Es nahmen 65 Umweltpreisträger teil, darunter
- Nnimmo Bassey, nigerianischer Dichter und Umweltschützer,
- Helen Caldicott, australische Atomgegnerin und Friedensaktivistin,
- Rolf Disch, dt. Solararchitekt,
- Monika Griefahn, Mitbegründerin von Greenpeace Deutschland,
- René Ngongo, kongolesischer Biologe und Ökologe,
- Jeremy Rifkin, amerikanischer Ökonom und Publizist

Er endete mit der Verabschiedung einer gemeinsamen Erklärung namens Freiburg Call for Action (engl., st. sinngemäß „Freiburger Aufruf zum Handeln“). In diesem forderten die Teilnehmer rasche und konkrete Fortschritte zur Begrenzung der globalen Erwärmung und der Förderung nachhaltiger Entwicklungen auch in Schwellen- und Entwicklungsländern. Regierungen sollten als „Pioniere des Wandels“ soziale Erneuerungen voranbringen; unter anderem sollten  ein Prozent des weltweiten Bruttoinlandsprodukts (BIP), das waren zu diesem Zeitpunkt ca. 600 Mrd. Dollar, zur Erhaltung bzw. Wiederherstellung natürlicher Lebensgrundlagen investiert werden.

#### 2013
Der zweite Freiburger Umweltkonvent vom 14. bis 17. März 2013 hatte das Motto New Coalitions - To Address Limits to Growth („Neue Bündnisse - um Wachstumsgrenzen anbringen zu können“). Hier waren unter Anderen dabei:
- Hans Joachim Schellnhuber, deutscher Klimaforscher,
- Adolf Goetzberger, deutscher Physiker usw.

#### 2014
Der dritte Freiburger Umweltkonvent fand vom 10. bis 13. April 2014 statt. Er stand unter dem Motto Fighting for Protection- with social media, boycotts/buycotts and laws (Kampf um [Umwelt]Schutz - mit sozialen Medien, Boykotten/Kaufverweigerungen und Gesetzen). Teilnehmende waren vier Träger des Right Livelihood Award, 80 Umweltpreisträger, 60 Jugendliche und 30 Wissenschaftler, darunter z. B.:
- Wolfgang E. Burhenne, deutscher Forstwirt und weltbekannter Natur- und Umweltschützer,
- Connie Hedegaard, EU-Kommissarin,
- Gunter Pauli, Unternehmer, Designer und Mitgründer von The Blue Economy
- Paul Walker, US-amerikanischer Politikwissenschaftler und Aktivist gegen Chemiewaffen.[12]

#### 2015
Vom 12. bis 15. März 2015 fand der vierte Umweltkonvent Freiburg statt, dieses Mal im Vorfeld der 21. UN-Klimakonferenz (COP 21) und dem 11. Treffen zum Kyoto-Protokoll (CMP 11) im November/Dezember 2015 in Paris und unter der Schirmherrschaft von Klaus Töpfer. Er hatte das Schwerpunktthema Adaptation to Climate Change (engl., dt. Anpassung an den Klimawandel) und wurde mit einer Gedenkminute an die Nuklearkatastrophe von Fukushima ab dem 11. März 2011, verbunden mit der Forderung nach dem weltweiten sofortigen Stopp von Betrieb und Bauvorhaben aller Kernkraftwerke begonnen.
Teilnehmende bzw. Vortragende waren unter Anderen:
- Claus Biegert, deutscher Journalist und Autor,
- Hildegard Breiner, österreichische Umweltaktivistin,
- Franz Daschner, deutscher Mediziner und Hygieneforscher,
- Bianca Jagger, ehemaliges Supermodel, Schauspielerin und Menschenrechtsaktivistin aus Nicaragua,[17]
- Alice Kaudia, Umweltministerin Kenias, Gründungsmitglied der Kenya Professional Association of Women in Agriculture and Environment,
- Ernst Ulrich von Weizsäcker, Co-Präsident des Club of Rome.

Auf diesem Konvent wurde eine Deklaration verabschiedet, welche die Einführung einer CO2-Steuer noch im selben Jahr forderte; der Erlös des abschließenden „Afrika-Abends“ wurde dem Bildungsprojekt des African Information Movement (AIM) in Ghana gespendet.

#### 2016
Unter dem Leitthema „Führung für wirkliche Nachhaltigkeit“ (Governance for real sustainability) fand der fünfte Umweltkonvent mit rund 100 Teilnehmern aus 40 Nationen, darunter ca. 70 Umweltpreisträgern, vom 10. bis 13. März 2016 wiederum in Freiburg statt. 
Die eingeladene russische Umweltpreisträgerin Nadezda Kutepova, Präsidentin der Nichtregierungsorganisation Planet of Hopes (dt. Planet der Hoffnungen) und 2011 Preisträgerin des Nuclear-Free Future Award konnte nach ihrer Flucht aus Russland nach Frankreich aufgrund dessen Ausreisebestimmungen nicht zum Kongress kommen; der wenige Tage zuvor ermordeten honduranischen Menschenrechts- und Umweltaktivistin Berta Cáceres gedachte der Kongress mit einer Schweigeminute.
Die Eröffnungsvorträge hielten der amerikanische Kameramann und Filmregisseur Michael Wadleigh, Gründer der Homo-sapiens-Stiftung (Homo Sapiens Foundation), sowie Rainer Grießhammer vom Ökoinstitut Freiburg. Darüber hinaus hatte der Film Power to Change – Die Energierebellion des Dokumentarfilmers  Carl-A. Fechner im Rahmen des Kongresses seine Premiere.

#### 2017
Der 6. Freiburger Umweltkonvent fand vom 9. bis 12. März 2017 statt; es wurden wiederum ca. 100 Teilnehmer aus 40 Staaten erwartet, darunter der stellvertretende Umweltminister von Bangladesch, Abdullah Al Islam Jakob, die österreichische Aktivistin Hildegard Breiner oder die deutsche Schauspielerin Marie-Luise Marjan (alias „Mutter Beimer“). Zentrales Thema war die politische Verfolgung von Umweltaktivisten weltweit, der Konvent wollte Regierungen in aller Welt mit einer gemeinsamen Resolution dazu auffordern, entsprechende Unterdrückung zu beenden. Am Eröffnungsabend referierte der deutsche Ex-Bundespräsident Horst Köhler öffentlich zum Thema „Countering the narrative of decline“ („Gegen die Erzählung des Niedergangs“), am 11. März trugen Felix Finkbeiner zu der von ihm initiierten Aktion „Plant-for-the-Planet“ und Tristram Stuart über „The cost of food waste“ („Die Kosten der Nahrungsmittelverschwendung“) öffentlich vor. Der Solarflugzeug-Weltumrunder Bertrand Piccard übermittelte eine Videobotschaft. Bei einem „Young Talents Day“ („Tag der jungen Talente“) im United World College Freiburg diskutierten am 11. März Aktivisten mit Schülern, Studierenden und Nachwuchswissenschaftlern.

#### 2018
Der 7. Internationale Freiburger Umweltkonvent findet zum Thema „Ökologischer Fußabdruck“ vom 5. bis 18. März 2018 unter der Schirmherrschaft von Klaus Töpfer (CDU-Bundestagsabgeordneter, ehemaliger Direktor des UN-Umweltprogramms) statt, wiederum mit einem „Young Talents Day“. Im Mittelpunkt stehen  öffentliche Vorträge von Jennifer Morgan (Vorstand Greenpeace International), Mathis Wackernagel („Erfinder“ des Ökologischen Fußabdrucks, Präsident des Global Footprint Network) mit Kirsten Lund-Jurgensen (Executive Vice President der Fa. Pfizer und Chefin der Pfizer Global Supply) sowie ein Galadinner („Green Dinner“) von und mit der Fernsehköchin Sarah Wiener. Zur Eröffnung spricht auch der Umweltwissenschaftler Ernst Ulrich von Weizsäcker, Co-Präsident des Club of Rome.

## Kuratorium
Das Kuratorium der europäischen Umweltstiftung besteht aus fünfzehn Personen, darunter
- Monika Griefahn,
- Rainer Grießhammer, deutscher Chemiker und stellvertretender Geschäftsführer des Freiburger Öko-Instituts,
- Peter W. Heller, ehemaliger Beigeordneter Bürgermeister Freiburgs, Umweltwissenschaftler, Stiftungs- und Unternehmensgründer,
- Giovanna Melandri (italienische Politikerin)
- Dieter Salomon sowie
- Ernst Ulrich von Weizsäcker.

Den Vorsitz hat der deutschen Physiker und ehemalige Leiter des Fraunhofer-Instituts für Solare Energiesysteme (ISE) sowie Präsident der German Scholars Organization Eicke Weber.

## Stiftungsrat
Der Stiftungsrat besteht aus Bernd Dallmann und Rolf Hiller.